# ويليام إدوارد كومبتون
ويليام إدوارد كومبتون (بالإنجليزية: William Edward Compton)‏ هو مقدم برامج إذاعية أمريكي، ولد في 29 ديسمبر 1945 في هندرسون في الولايات المتحدة، وتوفي في 21 يونيو 1977 في فينيكس في الولايات المتحدة.